# Chémou
Dans l'Égypte antique, Chémou (ou Shémou) désignait la troisième et dernière saison du calendrier nilotique (basé sur la crue du Nil).
Saison des moissons, elle précède la crue annuelle du Nil et le début d'une nouvelle année.